# Mangystau (tỉnh)
Mangistau (Kazakhstan: Маңғыстау облысы, Mañğıstaw oblısı), là một tỉnh tọa lạc ở tây nam nước cộng hòa Kazakhstan, với thủ phủ là thành phố cảng Aktau, đồng thời là thành phố lớn nhất tỉnh, có dân số được thống kê năm 2004 đạt 154.500, trong đó dân số toàn tỉnh là 373.400 người.

## Địa lý
Tỉnh Mangistau nằm ở phía tây nam Kazakhstan, và bao gồm cả bán đảo Mangyshlak. Đây là tỉnh có đường bờ biển trên biển Caspi dài nhất của Kazakhstan. Nó cũng giáp với hai quốc gia láng giềng Turkmenistan (giáp tỉnh Balkan) và Uzbekistan (giáp tỉnh Qaraqalpaqstan). Ngoài ra Mangistau còn có chung đường biên giới với 2 tỉnh khác của Kazakhstan là Akmola và Atyrau. Diện tích toàn tỉnh là 165.600 km2. Các kỷ sư đã phát hiện ra dầu mỏ ở vùng đất này dưới thời Liên Xô và nhiều khu công nghiệp dầu mỏ đã được xây dựng tại đây.
Lãnh thổ của Mangystau bao gồm rất nhiều cảnh quan khác nhau và các vùng đất sa mạc: đồng bằng Caspi, cao nguyên (Usturt, Mangyshlak, Kendirli-Kayasan), núi (Aktau, Karatau)... Điểm cao nhất là núi Otpan tại 556 mét (1.824 ft). Điểm thấp nhất là Karagie, 132 mét (433 ft) dưới mực nước biển.

## Khí hậu
Do lãnh thổ rộng lớn của nó, toàn tỉnh có nhiều điều kiện khí hậu. Khí hậu phía bắc Mangystau là lạnh vào mùa đông do nằm trong cao nguyên Usturt, vị trí của vùng cao nguyên chủ yếu là ở trên mực nước biển. Nhìn chung, khí hậu lục địa với mùa đông lạnh và mùa hè nhẹ. Nhiệt độ trung bình -3 °C (27 °F) vào tháng Giêng và 26 °C (79 °F) vào tháng Bảy. Lượng mưa trung bình hàng năm là 150 mm (5.9 in).

## Hành chính
Toàn tỉnh được chia thành 5 huyện và 2 thành phố pAktau và Zhanaozen.
| STT | Tên huyện  | Trung tâm hành chính |
| --- | ---------- | -------------------- |
| 1   | Beyneu     | Beyneu               |
| 2   | Karakiya   | Kuryk                |
| 3   | Mangystau  | Shetpe               |
| 4   | Munaily    | Fort-Shevchenko      |
| 5   | Tupkaragan | Fort-Shevchenko      |

Có 3 địa phương trong tỉnh ở dạng thị xã: Aktau, Fort-Shevchenko, và Zhanaozen.

## Nhân khẩu
Theo điều tra dân số năm 1999, [[người Kazakh (50,9%) đông hơn người Nga (32,9%).
Dân số (2009): 416 500 người (2,6%)
Mật độ: 2,5 người / km ²
Cấu trúc Quốc gia: [[người Kazakh - 70,9%; người Nga - 22,9%
Diện tích: 165.600 km ² (6,1%)

## Liên kết
Tư liệu liên quan tới Mangystau Province tại Wikimedia Commons
- Official website Lưu trữ ngày 14 tháng 11 năm 2006 tại Wayback Machine